# 名寄川
名寄川（なよろがわ）は、北海道上川総合振興局管内を流れる天塩川水系の一級河川である。

## 地理
北海道上川郡下川町と士別市（旧朝日町）との境界にある、北見山地系の無名峰（標高674m）に源を発し北に流れる。国道239号天北峠より下る支流（アイヌ語名「ペンケ・ル・ペシ・ペ」、上流の・道・それに沿って下る・もの）との合流部付近より西へと流路をとり、名寄市街地南東部の舌状台地にさえぎられ北流後、市街地北部にて本流の天塩川に合流する。

## 河川名の由来
現在の名寄市は本川と天塩川が合流することから、アイヌ語で「ナイオㇿプトゥ（nay-or-putu）」（川・の所・の口）と呼ばれていたとされるが、名寄川それ自体も「ナイ（nay）」（川）あるいは「ナイオㇿ（nay-or）」（川・の所）と呼ばれていたとされる。

## 流域の自治体
北海道
上川郡下川町、名寄市

## 支流
- 下川町
  - シカリベツ川 - アイヌ語名「シカル・ペッ」（回る・川）。
  - モサンル川 - アイヌ語名「モ・サン・ル・ペシ・ペ」（小さい・サンル川）。
  - 下川ペンケ川 - アイヌ語名「ペンケ・ヌカナン」、上流に下川鉱山の選鉱場やそれに伴う市街地があった。
  - サンル川
  - 下川パンケ川 - アイヌ語名「パンケ・ヌカナン」、上流の支流・落合沢（アイヌ語名「ウチャウペッ」）に下川鉱山の坑口があった。
- 名寄市
  - 新生川 - アイヌ語名「パンケ・キ・ウシ・ピタラ」（下流の・葦・群生する・川原）。
  - 十線川 - アイヌ語名「テシヤオマナイ」。

## 並行する交通
- 国道239号
- JR北海道名寄本線（廃線）